# I Won
I Won è un brano musicale del rapper statunitense Future, estratto come terzo singolo dal suo secondo album Honest. Il brano figura il featuring del rapper Kanye West.

## Il brano
I Won è un brano che si differenzia molto dai restanti brani del rapper Future, poiché la base è principalmente costituita da sonorità Downtempo e World music, e per quanto riguarda la parte vocale si alterna uno stile pop ben differenziato dal tipico stile rap dei due cantanti, e questi generi si alternano non bruscamente ma a seguire della melodia della base musicale, e ciò lo ha reso secondo molti critici il miglior brano del rapper.
Nel brano Future fa uso dell'Auto-Tune.

## Tracce
Digital download
1. I Won - 3:56

## Classifiche
| Classifica (2014)                    | Posizione più alta |
| ------------------------------------ | ------------------ |
| Germania                             | 7                  |
| Regno Unito                          | 169                |
| Stati Uniti                          | 98                 |
| U.S. Billboard Hot R&B/Hip-Hop Songs | 26                 |
| U.S. Billboard Rap Songs             | 15                 |